# Стереополина
Стереополина (настоящее имя — Моргунова Карина Наилевна, 5 мая, 1995, Казань) — российская певица и автор песен, работающая в жанрах синти-поп, синтвейв, постпанк, электроклэш. Участница музыкальных фестивалей (VK fest, Motherland, Moscow Music Week, XX Moscow Synthetic Snow Festival).

## Биография
Родилась 5 мая 1995 года в Казани.
В 2001 году, в возрасте шести лет, поступила в музыкальную школу №28 в Казани по классу фортепиано. Семья девушки не имеет отношения к искусству. В подростковом возрасте стала участницей фолк-метал группы, в которой играла на бас-гитаре.
По окончании общеобразовательной школы поступила в Казанский государственный институт культуры на факультет «Кино и ТВ».

### Профессиональная деятельность
Параллельно с учёбой в институте начала работать главным звукорежиссёром в казанском «Молодёжном Театре на Булаке». Работала вплоть до переезда в Санкт-Петербург, когда была студенткой пятого курса.
В августе 2018 года вышел её дебютный альбом «Сумеречная зона». В октябре 2018 года выступила на разогреве группы «Молчат дома» в Санкт-Петербурге, на презентации их альбома «Этажи».
В январе 2020 года издала второй альбом «Институт культуры и отдыха», который оказался знаковым для её карьеры. С этого альбома певица начала работать в жанрах синтипоп и ретровейв. Альбом был включен в несколько топов по итогам года, а именно: журнал «Нож» и National Public Radio. Песня «Последнее свидание» попала в несколько топов по итогам года, а именно: Post-Punk.com; «100 лучших песен» по версии Афиша Daily.
В 2020 году выходит клип на песню «Последнее свидание», который попадает на MTV в передачу «12 злобных зрителей» и в подборку Silver Screening на Berlin Music Video Awards.
В 2021 году издала альбом «Институт культуры и отдыха» (издание на грампластинке лейблом Maschina Records; издание на CD и компакт-кассете лейблом Sierpien Records). В октябре 2021 года издала третий альбом «Суперлуние». Альбом вошёл в топ-50 лучших альбомов 2021 по версии The Flow; и в лучшие поп-альбомы по версии Афиша Daily.
В феврале 2022 года вышел клип на песню «Солнечный мальчик», который был номинирован на Berlin Music Video Awards, в категории «Лучшее повествование» (англ. Best Narrative).
Осенью 2022 года вышел третий мини-альбом  «Гости без будущего». Среди записанных песен совместная песня с Лёхой Никоновым и кавер на песню «Любовь — это власть» группы «Банда четырёх». EP был включен в 100 лучших альбомов года по версии журнала «Правила Жизни». В личный топ-10 лучших альбомов 2022 года его включил музыкальный критик Андрей Бухарин.
В 2023 году песня «Калейдоскоп» попала в сериал «Плейлист волонтёра». Также в этом году Стереополина написала саундтрек ко второму сезону «Пищеблока», песня получила название «Я сам не свой» .
В конце 2023 года Стерополина запустила собственный лейбл и музыкальное агентство СИММЕТРИЯ .
В 2024 году песня «Солнечный мальчик» прозвучала в фильме «Зять» с Дмитрием Нагиевым в главной роли, а совместная песня с «Гипнобазой» «В зимнем парке» прозвучала в сериале «Дети перемен».
В 2025 совместная песня с Кирилом Коперником «Пора танцевать» также прозвучала в сериале «Дети перемен». В том же году совместная песня с Grust200 «Bladerunner» прозвучала в 3-м сезоне сериала «Фишер».

## Дискография

Сольный концерт в клубе «16 Тонн» в 2022 году

### Студийные альбомы
- «Сумеречная зона» (2018)
- «Институт культуры и отдыха»[25] (2020)
- «Суперлуние»[26] (2021)
- «Песни для хорошего настроения» (2024)

### Мини-альбомы
- «Яд» (2018)
- «Август» (2019)
- «Гости без будущего»[27] (2022)

### Сборники
- «Instrumental» (2020)
- «Speed Up & Slow» (Remix) (2023)

### Синглы
- «Je suis riche» feat. Никита Соколов (2018)
- «Немое кино» (2019)
- «Солнечный мальчик» (2020)
- «Я хочу домой» (2023)
- «Я сам не свой» (OST Пищеблок 2) (2023)
- «Пластилин» (2024)
- «Не бойся» (2024)
- «Ночной гость» (2024)
- «Впереди горят огни» (2025)

### Трибьюты
- «Еще громче!» (Тараканы! трибьют) (2021)
- «Мы вышли из Кино 2» (Кино, трибьют) (2022)
- «Колибри», трибьют (2023)

### В качестве приглашенного исполнителя
- «Через года», Фирма-Однодневка feat. Стереополина (2019)
- «Бежать прочь», Аудиопреступление feat. Стереополина (2020)
- «Пойду гулять», Нюдовый Чес feat. Стереополина (2020)
- «НВГДН», Валентин Дядька feat. Стереополина (2020)
- «Не время для сна», Кирилл Коперник, Paella, Стереополина (2021)
- «Я.Х.Б.С.Т.», MIMIKO feat. Стереополина (2021)
- «Влюбилась нечаянно», розовый рап feat. Стереополина (2021)
- «Б=Л», MIMIKO feat. Стереополина (2022)
- «Секрет», Культурное Наследие feat. Стереополина (2021)
- «В зимнем парке», Гипнобаза feat. Стереополина (2021)
- «Кровавая луна», Rigos feat. Стереополина (2021) - прим. Доступно только на Boosty
- «Лепесток», Парнишка feat. Стереополина (2022)
- «Пора танцевать», Кирилл Коперник feat. Стереополина (2022)
- «Бэдтрип», MIMIKO, Стереополина feat. слеза (2022)
- «Планы», Серцелев, Стереополина (2022)
- «Не смешно», Влажность, Стереополина (2023)
- «Не герой», Колибри трибьют - Komplimenter, Стереополина (2023)
- «Bladerunner»,  grust200, Стереополина (2023)
- «Прощай, мир!», ГАФТ, Стереополина (2023)
- «Конец времён», Июльские дни, Стереополина (2023)
- «Розы», Лора Лора, Стереополина (2023)
- «Все поезда к тебе», Культурное Наследие, Стереополина, Твин Пинк, Серцелев (2023)
- «Голоса зовут», Пост Парк, Стереополина (2023)
- «Eto Li Lubov?», The Violent Youth, Стереополина (2024)
- «Ясный мой свет», Братство Атома, Стереополина (2025)

## Видеография
- Последнее свидание на YouTube реж. Арсений Кузнецов[28] (2020)
- Полтинник на YouTube, реж. Ксения Морочковская (2021)
- Солнечный мальчик на YouTube, реж. Арсений Кузнецов (2022)
- Лепесток на YouTube, реж. Евгений Климов  (2022)
- Я сам не свой (OST к сериалу "Пищеблок 2") на YouTube, реж. Кристина Манжула (2023)
- Калейдоскоп на YouTube, реж. Елена Заводнова (2023)
- Улетаю я на YouTube, реж. Александра Рожнова (2024)
- Мне 20 лет на YouTube, реж. Ксения Сорока (2025)

### Интервью
- TimeOut, Стереополина, певица и саундпродюсер: «Я музыкальный фанатик с малых лет»
- Правила Жизни, Стереополина: в современной мейнстриме не хватает искренности
- Большой Город, Как создавался мини-альбом “Гости без будущего”
- KUDAGO, Казань глазами Стереополины
- SRSLY, Стереополина — о треках для «Пищеблока», собственном лейбле, sovietwave и виниле